# Campeonato de Escocia de Rugby 2022-23
El Campeonato de Escocia de Rugby 2022-23 fue la cuadragésima novena temporada de la Primera División de rugby de Escocia.

## Sistema de disputa
Cada equipo disputó encuentros frente a cada uno de los rivales en condición de local y de visita.
Luego de la fase regular los cuatro mejores clasificados disputaron una semifinal enfrentándose el primer clasificado frente al cuarto y el segundo frente al tercero.
Puntuación
Para ordenar a los equipos en la tabla de posiciones se los puntuará según los resultados obtenidos.
- 4 puntos por victoria.
- 2 puntos por empate.
- 0 puntos por derrota.
- 1 punto bonus por ganar haciendo 3 o más tries que el rival.
- 1 punto bonus por perder por siete o menos puntos de diferencia.

## Temporada Regular
| Pos. | Equipo               | Encuentros | Encuentros | Encuentros | Encuentros | Tantos | Tantos | Tantos | PB | PB | Puntos |
| Pos. | Equipo               | PJ         | PG         | PE         | PP         | F      | C      | Dif    | BO | BD | Puntos |
| ---- | -------------------- | ---------- | ---------- | ---------- | ---------- | ------ | ------ | ------ | -- | -- | ------ |
| 1.º  | Hawick               | 18         | 17         | 1          | 0          | 555    | 226    | +329   | 10 | 0  | 80     |
| 2.º  | Currie Chieftains    | 18         | 14         | 0          | 4          | 619    | 396    | +223   | 14 | 2  | 72     |
| 3.º  | Edinburgh Academical | 18         | 13         | 0          | 5          | 513    | 362    | +151   | 12 | 2  | 66     |
| 4.º  | Marr RFC             | 18         | 10         | 0          | 8          | 457    | 445    | +12    | 9  | 2  | 51     |
| 5.º  | Selkirk RFC          | 18         | 9          | 1          | 8          | 374    | 357    | +17    | 5  | 3  | 46     |
| 6.º  | Jed-Forest RFC       | 18         | 6          | 0          | 12         | 472    | 574    | -102   | 11 | 2  | 37     |
| 7.º  | Glasgow Hawks        | 18         | 6          | 0          | 12         | 411    | 451    | -40    | 7  | 4  | 35     |
| 8.º  | Heriot's Blues       | 18         | 5          | 0          | 13         | 403    | 595    | -192   | 8  | 4  | 30     |
| 9.º  | Musselburgh RFC      | 18         | 5          | 0          | 13         | 322    | 581    | -259   | 7  | 3  | 30     |
| 10.º | GHA                  | 18         | 4          | 0          | 14         | 427    | 566    | -139   | 7  | 4  | 27     |

|  | Clasificados a semifinales.      |
|  | Desciende a la Segunda División. |

## Fase final

### Semifinal
| 4 de marzo de 2023 | Currie Chieftains | 35 - 7 | Edinburgh Academical |  |  |

| 4 de marzo de 2023 | Hawick RFC | 18 - 6 | Marr RFC |  |  |

### Final
| 11 de marzo de 2023 | Hawick RFC | 21 - 18 | Currie Chieftains |  |  |

| Bandera de Escocia   |
| Campeón Hawick RFC   |
| Décimo tercer título |